# Craiglockhart Castle

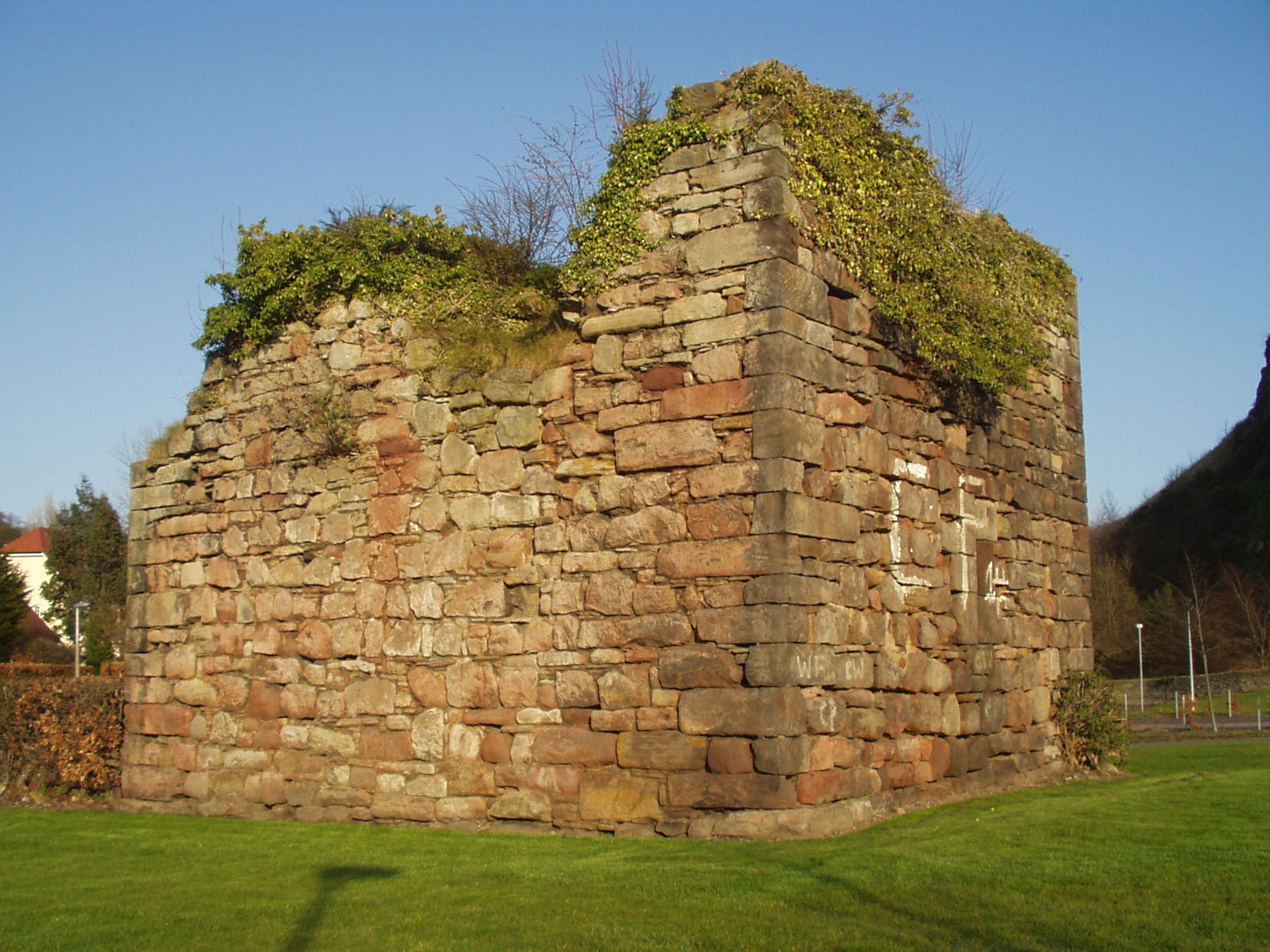
Craiglockhart Castle

Craiglockhart Castle ist eine Burgruine im Vorort Craiglockhart der schottischen Hauptstadt Edinburgh. Die Ruine des Tower House liegt auf dem Craiglockhart-Campus der Edinburgh Napier University nördlich des Wester Craiglockhart Hill.
Historic Scotland hat vermerkt, dass die Lockharts of Lee den Wohnturm im 15. Jahrhundert errichten ließen, wenn auch andere Quellen angeben, dass er auf Geheiß der Familie Kincaird im 12. Jahrhundert erbaut worden sei.
Der Turm war ursprünglich vier Stockwerke hoch, heute sind nur noch das Erdgeschoss und Teile des 1. Obergeschosses erhalten. Der Grundriss ist 8,7 Meter × 7,5 Meter, die Mauern sind 1,5 Meter dick. Historic Scotland hat Craiglockhart Castle als Scheduled Monument klassifiziert.